# Rollei
Rollei — германский производитель фотоаппаратов, фототоваров и оптического оборудования.

## История

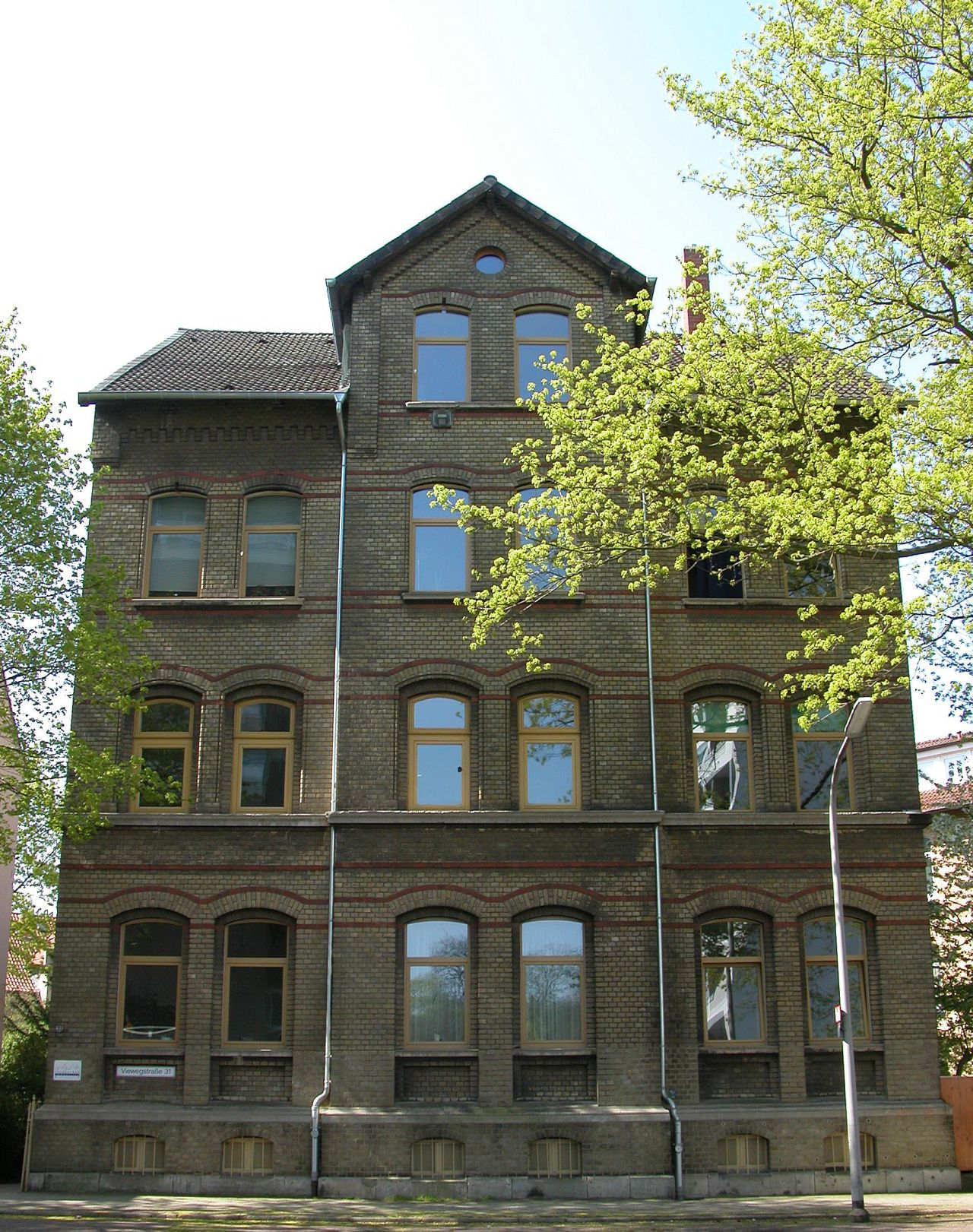
Первое здание Rollei, Брауншвейг, Viewegstraße 31.

Компания была основана в 1920 году Паулем Франке (Paul Franke 1888—1950) и Рейнольдом Хайдеке (Reinhold Heidecke 1881—1960) в Брауншвейге, Нижняя Саксония под названием Franke & Heidecke — Fabrik Photographischer Prazisionsapparate. Компания производила фотоаппараты среднего формата под названием Rolleiflex и Rolleicord.

### Названия компании
Компания несколько раз меняла своё наименование: в 1962 году — Rollei-Werke Franke & Heidecke, в 1979 году — Rollei-Werke Franke & Heidecke GmbH & Co. KG, в 1981 году — Photo Rollei GmbH & Co. KG и в 2004 году Rollei GmbH. Rollei Ltd была создана в 2006 году в Берлине.

### Начало деятельности
Рейнольд Хайдеке работал в Брауншвейге в компании Voigtländer. В 1916 году Хайдеке предложил организовать производство плёночных фотоаппаратов, но из-за различных технических проблем его идея была отвергнута. Хайдеке пытался привлечь капитал для организации собственного производства фотоаппаратов. Хайдеке рассказал о своих планах фотографу и бывшему сотруднику Voigtländer Паулю Франке. Франке внёс 75 тысяч марок из своих собственных средств и привлёк из разных источников ещё 200 тысяч марок. В ноябре 1919 года два компаньона начали получать лицензию, и 1 февраля 1920 года компания Franke & Heidecke начала свою работу.
Для производственных помещений они арендовали несколько комнат в доме по адресу Viewegstraße 32. В соседних помещениях располагалась школа танцев. Через год Franke & Heidecke уже занимала всё здание, а в 1922 году компания получила кредит для покупки собственного здания.

### Стерео Heidoscop

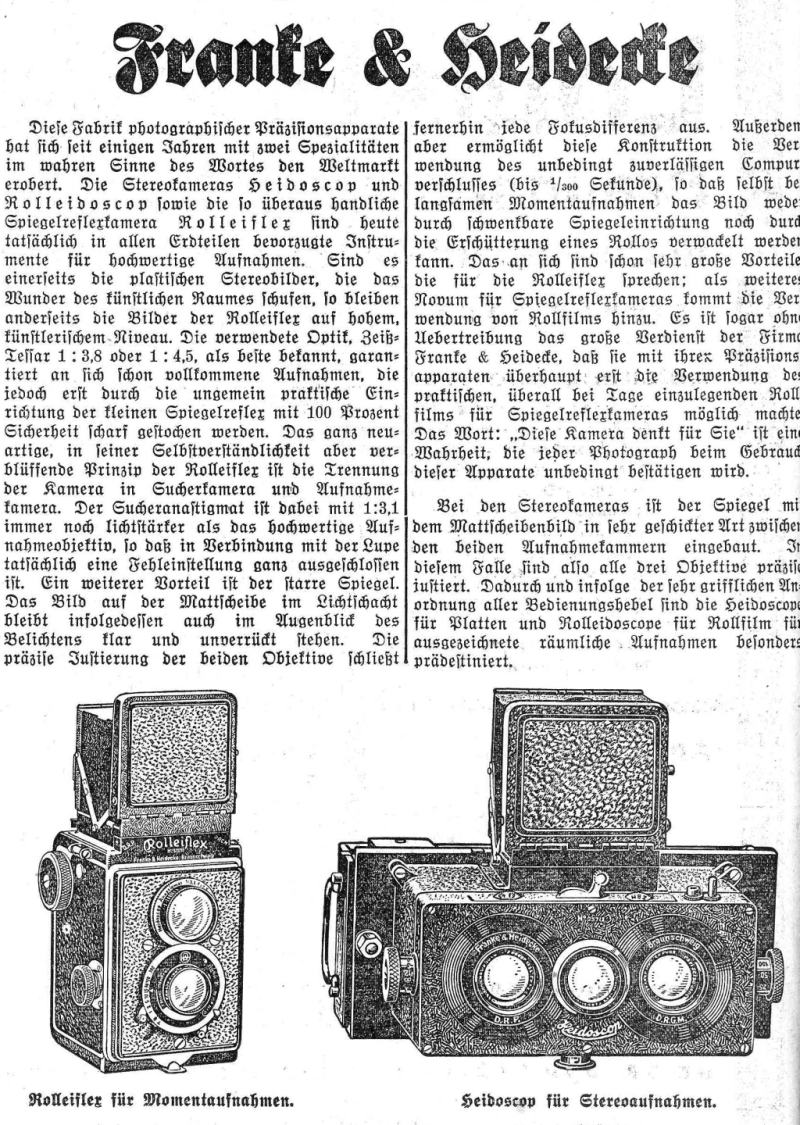
Реклама Rolleiflex и Heidoscop. 1920-е.

В начале своей деятельности компания производила стереофотоаппараты. Хайдеке был хорошо знаком с ними по работе в Voigtländer. Он создал фотоаппарат с двумя объективами Carl Zeiss Jena Tessar (f/4,5, 55 мм) и с объективом видоискателя между ними Carl Zeiss Super triplet (f/3,2). В фотоаппарате использовалась фотопластинка размером 4,5×10,7 см. Фотоаппарат назывался Heidoscop — от фамилии Heidecke. Производство стереофотоаппартов началось в 1921 году.
К тому времени фотоплёнка уже получила широкое распространение, и компания решила заменить в Heidoscop фотопластинку на фотоплёнку. Heidoscop пользовался хорошим спросом, и в 1923 году компания начала выпуск Heidoscop с плёнкой типа 117. Название нового фотоаппарата заменили на Rollheidoscop от имени Reinhold (или от названия катушечной плёнки «roll»), которое постепенно изменилось в Rolleidoscop, а потом просто в Rollei.

### Гиперинфляция
Пауль Франке был коммерческим директором компании. Из-за шума мэрия города решила перенести завод Franke & Heidecke в другое место. 10 января 1923 года компания приобрела новое помещение площадью 60 тысяч м². В 1930 году в компании работали 800 сотрудников.

### Rolleiflex
Многие фотографы в 1920-е использовали стереофотоаппараты для получения обычных фотографий. Для этого они вынимали из стереофотоаппарата с тремя объективами один объектив. Рейнольд Хайдеке решил развить эту идею и в 1927 году был создан первый прототип новой камеры, который получил название Rolleiflex. В 1916 году Хайдеке в своём подвале работал с фотоаппаратом Kodak. Однажды он обнаружил, что деревянный корпус фотоаппарата прогрызли крысы. Хайдеке разрабатывал фотоаппарат для эксплуатации в экстремальных условиях, в том числе в тропиках. Поэтому корпус камеры Rolleiflex изготовлялся из алюминия.
В 1928 году появились первые 10 прототипов двухобъективных фотоаппаратов Rolleiflex. До конца года было произведено 14 экземпляров. Новый Rolleiflex был разработан для плёнки форматом 6×6 см. Хайдеке удалось сделать компактную камеру, оптимальным образом использовав внутреннее пространство. В результате два объектива (объектив и объектив видоискателя) оказались близко расположены друг к другу. Минимальное расстояние фокусировки сократилось до одного метра. Производство нового 6×6 Rolleiflex началось в 1929 году.

### Babyflex
Жена Хайдеке предложила выпускать для женщин уменьшенную версию Rolleiflex. Rolleiflex с форматом плёнки 4×4 см поставлялся на экспорт под названием Babyflex. Камера продавалась в небольших количествах, поэтому сразу после войны её выпуск не возобновили. Babyflex вновь начали производить в 1957 году. До 1963 года Babyflex продавался в сером корпусе, а с 1963 до 1968 года — в чёрном корпусе. Всего было продано около 67 тысяч фотоаппаратов.

### Студийная камера
В 1932 году компания предложила владельцу известного берлинского фотосалона Kardas Соломону Кану (Solomon Kahn) организовать производство Rollei с форматом плёнки 9×9 см. Предполагалось, что клиентам будет удобнее хранить дома плёнку негатива, а не стеклянную пластинку. Также фотографу было бы удобнее ходить на домашние вызовы с плёночной камерой. После неудачи с Babyflex компания проявила осторожность с производством новой модели. Для Кана был произведён демонстрационный экземпляр, а потом ещё несколько штук для разных фотосалонов. После ареста Кана производство студийных камер прекратили. Всего было изготовлено 14 экземпляров.

### Rolleicord

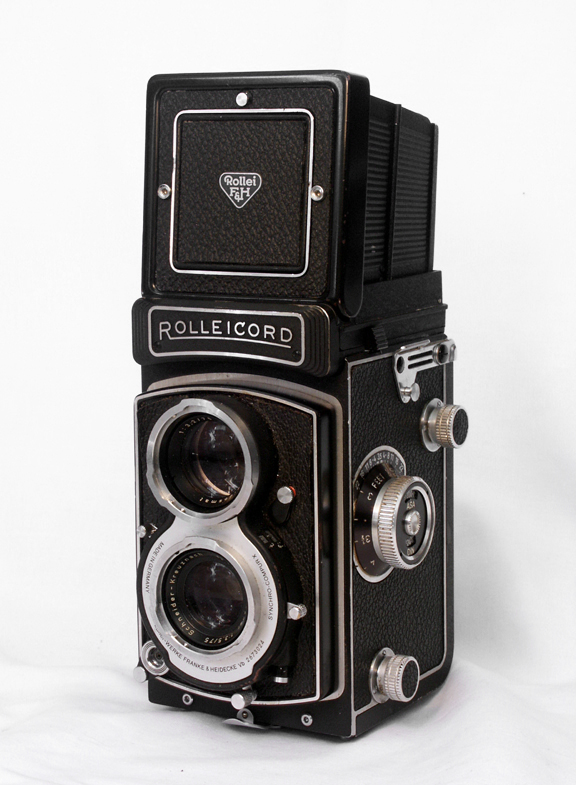
Среднеформатный двухобъективный зеркальный фотоаппарат Rolleicord Vb. 1970-е.

В 1933 году началось производство более дешёвой версии Rolleiflex под названием Rolleicord. На нём были установлены простые объективы, стальная задняя панель, а на первых версиях даже не было счётчика кадров. Rolleicord производился до 1976 года. Всего было произведено 2 699 505 экземпляров.

### Rolleiflex Automat
В июне 1937 года была представлена новая версия камеры Rolleiflex — Rolleiflex Automat. В новой камере плёнка автоматически переводилась на новый кадр. Это ускоряло работу фотографа и предотвращало случайную двойную экспозицию на одном кадре.
В 1937 году Rolleiflex Automat и его создатель Рейнольд Хайдеке получили Гран При Всемирной выставки в Париже.
У компании начались задержки с выполнением контрактов: было много заказов и не хватало производственных площадей. К 1938 году был построен ещё один завод площадью 3 000 м² на 700 рабочих мест. Теперь компания могла ежегодно производить 300 тысяч фотоаппаратов.

### Вторая мировая война
Во время Второй мировой войны заводы Franke & Heidecke продолжали выпускать фотоаппараты. С 1940 года компания прекратила разработку новых моделей, был окончательно прекращён выпуск стереофотоаппаратов. Численность сотрудников сократилась до 600 человек. Компания утратила значительные внешние рынки сбыта, фотоаппараты продавались только в нейтральные страны. Во время войны было разрушено 40 % зданий и более 50 % оборудования компании.
Брауншвейг оказался в британской оккупационной зоне. Производство возобновилось с 72 сотрудниками. К концу 1945 года у Franke & Heidecke было 172 сотрудника. Вся продукция 1945 года была поставлена Британскому Министерству обороны. Использовались объективы производства Schneider Kreuznach.

### 1950—1963
Весной 1950 года умер Пауль Франкe. В компании начал работать его сын Хорст (Horst Franke). Под руководством Хорста компания развивалась не столь удачно, как при его отце. Rolleiflex оставался популярной камерой, но во всём мире появилось около 500 копий, из них более половины производились в Японии.
В 1956 году появилась камера Mamiya серии C. У камеры было три сменных объектива: нормальный, телеобъектив и широкоугольный. Позднее объективов стало шесть — они перекрывали диапазон фокусных расстояний от 55 мм до 250 мм. Rolleiflex продавался с несменяемым объективом. Rollei начала бесплатно раздавать свои фотоаппараты репортёрам. Только в 1959 году появился Tele-Rolleiflex с телеобъективом Zeiss Sonnar f/4, 135 мм. Tele-Rolleiflex предназначался для портретной съёмки. В 1961 году появилась версия Rolleiflex с широкоугольным объективом f/4, 55 мм.
К 1950 году в компании работало 1000 человек, в 1956 году количество сотрудников компании выросло до 1600, а в 1957 году в компании работало более 2000 человек. В 1956 году компания продала свою миллионную камеру.

### 1960-е

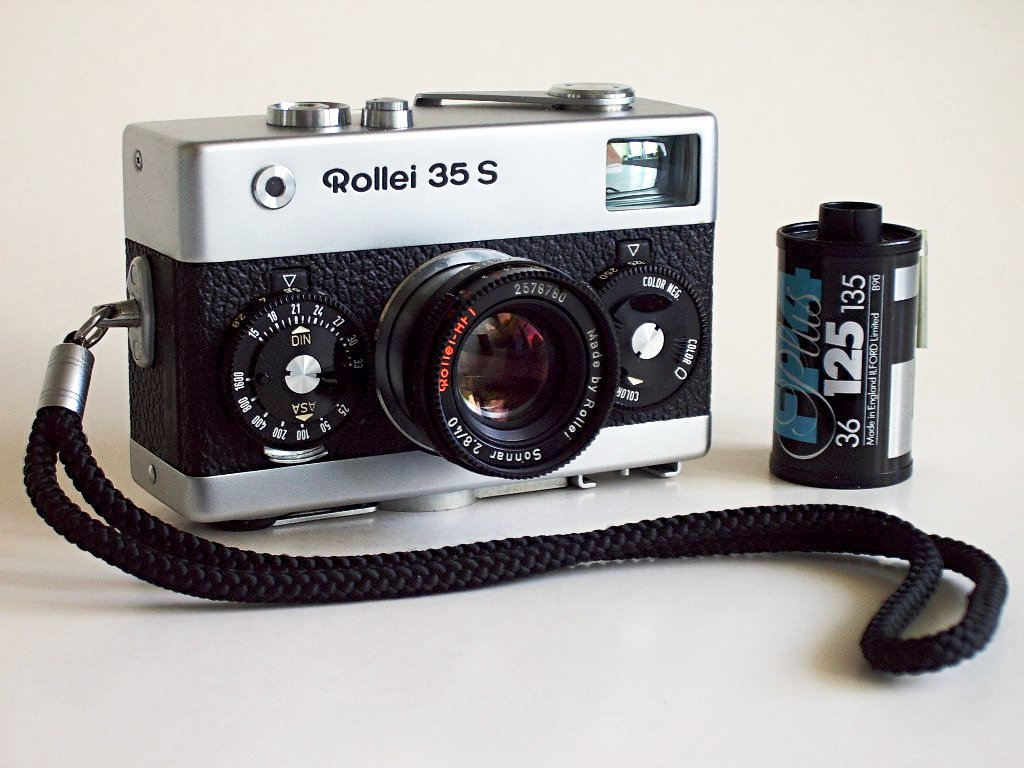
Малоформатный фотоаппарат
Rollei 35 S

К 1963 году компания столкнулась с первым в своей послевоенной истории кризисом.
1 января 1964 года Хорста Франке сменил 38-летний физик из Гамбурга Гейнрих Пизель (Heinrich Peesel). Пизель предложил новые продукты:
- Rollei 35 — компактная камера для плёнки типа 135;
- SL 66 — конкурент Hasselblad 500;
- Rolleiscop — диапроектор.

В 1966 году был выпущен компактный Rollei 35 для плёнки 135 формата — самый маленький аппарат своего класса. В этом же году появилась модель Photokina — однообъективный фотоаппарат со сменным объективом. Новые продукты хорошо продавались, и продажи компании росли ежегодно на 30 %. Оборот компании вырос с 24 миллионов марок в 1964 году до 85 миллионов марок в 1970 году.
В 1966 году потомки Heidecke продали свою долю в компании потомкам Franke. У компании появились новые заводы, в том числе в Сингапуре.

### 1970-е

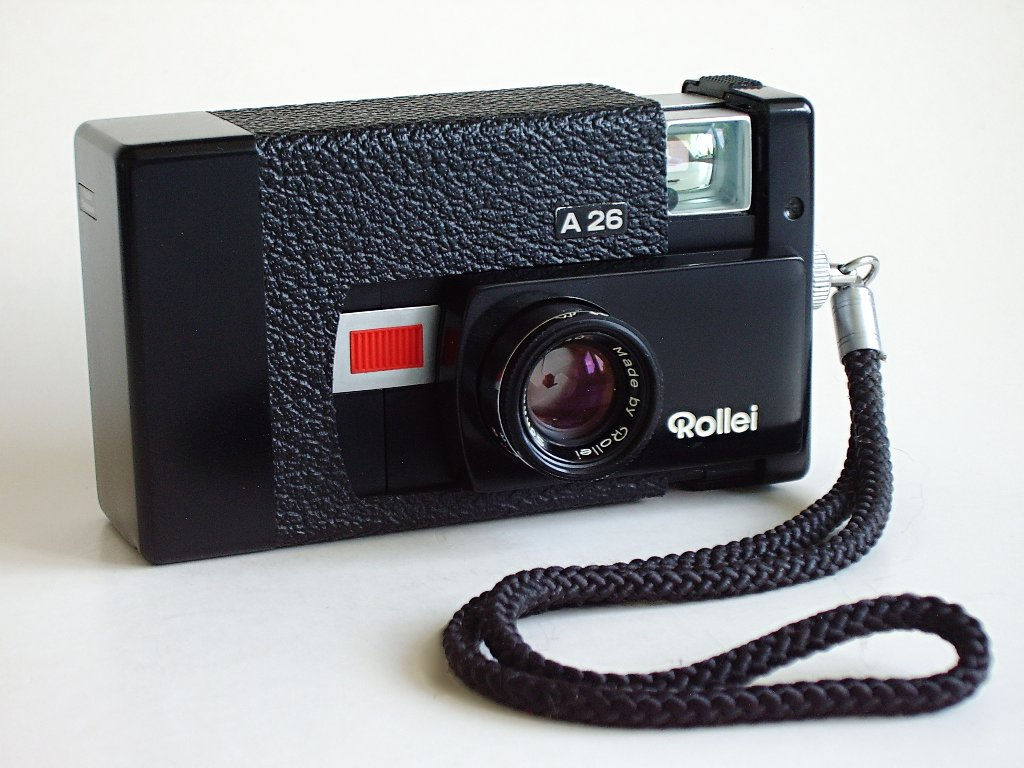
Rollei А26 (Instamatic, плёнка типа 126)

В 1970 году Пизель получил разрешение правительства Сингапура на строительство завода. Пизель обещал создать 10 000 рабочих мест в Сингапуре до 1980 года. Отделение Rollei в Сингапуре было формально самостоятельным, но не имело собственных разработчиков. К 1974 году на заводе в Сингапуре работало 5696 человек. Продажи Rollei были недостаточными, чтобы полностью загрузить завод, и в 1979 году завод начал принимать заказы от посторонних производителей.
26 августа 1974 года Пизель был уволен из компании. Компания получила убыток размером 37 миллионов марок при продажах $ 137 миллионов. Долг компании вырос до 500 миллионов марок, компания на 97 % принадлежала банкам-кредиторам. В 1975 году компания была вынуждена провести сокращения персонала. 1 апреля 1975 года был назначен новый директор.
В сентябре 1976 года начался выпуск Rolleiflex SLX — первой среднеформатной камеры с электронным управлением.

### 1980-е

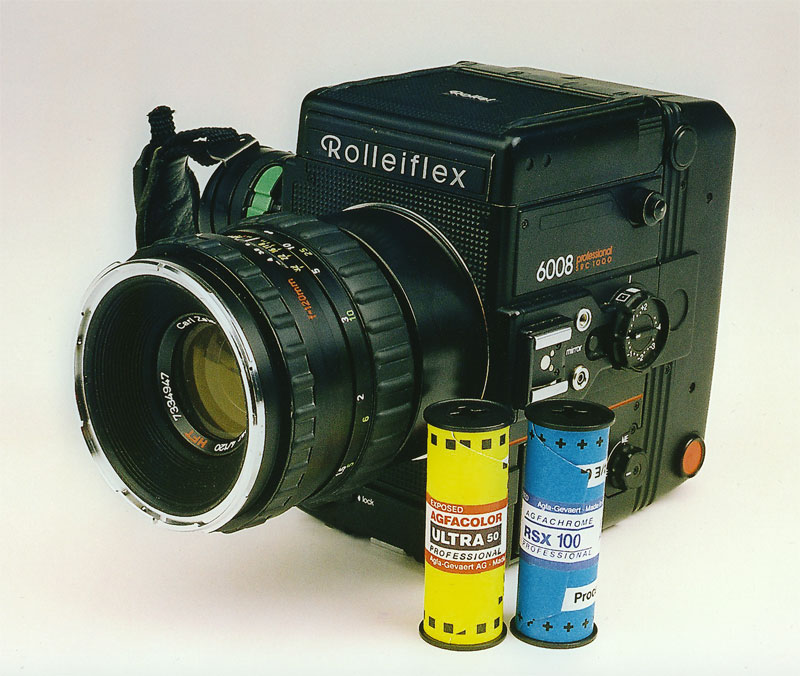
Среднеформатный однообъективный зеркальный фотоаппарат Rolleiflex 6008

Из-за ценового давления японских конкурентов компания в 1981 году оказалась на грани банкротства, и была выкуплена британской компанией United Scientific Holding. Новый владелец создал компанию Roll Optics Ltd., и назначил нового директора — Ханс Хайнц Порст (Hanns Heinz Porst — бывший владелец компании Porst). Порст принял решение сконцентрироваться на выпуске камер среднего формата, и прекратить выпуск фотоаппаратов других форматов. Появляется линейка камер Rolleiflex 6000. Первой камерой этой серии была Rolleiflex 6006, начало производства которой началось в 1984 году. В отличие от камеры предыдущего поколения Rolleiflex SLX, камера имела сменные магазины под плёнку и TTL-экспонометрию.
В 1988 году компания выпустила профессиональную камеру Rolleiflex 6008 Professional. В 1982 году Rollei начала производить бинокли для армии Германии.
В июне 1987 года Rollei вновь оказалась под контролем германского бизнеса — компанию купила Jos. Schneider Optische Werke Kreuznach.

### 1990-е
В 1992 году Rollei выкупила свои акции у Jos. Schneider Optische Werke Kreuznach и стала самостоятельной компанией. В 1995 году компания была продана Samsung Techwin, а в 1999 году вновь выкуплена менеджментом. В 2002 году Rollei была продана инвестиционной группе из Дании, а в 2005 году компания разделилась на две части: «Rollei GmbH» в Берлине (владеет брендом Rollei) и «Franke & Heidecke GmbH, Feinmechanik und Optik» в Брауншвейге. В начале 2009 года «Franke & Heidecke GmbH, Feinmechanik und Optik» объявила о банкротстве. Производство камер Rolleiflex и Rollei 35 продолжает компания DHW Fototechnik, созданная бывшими сотрудниками Franke & Heidecke.
В конце 1990х годов компания Rollei, для конкуренции с высокотехнологичными и набирающими популярность камерами Olympus mju, Yashica T, Konica Big Mini, выпускает свою серию компактных автофокусных камер Rollei Prego. В камерах установили вариофокальный объектив Vario-Apogon с HFT покрытием, как на именитых объективах Voigtländer и Hasselblad. В камерах установили точный инфракрасный автофокус и мощную вспышку, возможность датирования снимков, выбор режима экспозиции и принудительная фокусировка на бесконечность. Цена на эту серию была выше средней по рынку, это обуславливалось хорошей технологической начинкой в компактных размерах, металлическим корпусом, а так же в комплектации шел чехол из натуральной кожи. Фотоаппараты этой серии выпускались относительно недолго, так как компания в дальнейшем переключилась на производство цифровых камер.
В 2002 году компания выпускает первую среднеформатную камеру с кадром 6×6 с автофокусом Rolleiflex 6008 AF. С 2007 года выпускается камера Rolleiflex Hy6, имеющая возможность установки цифровых и плёночных задников.
RolleiMetric GmbH — с 1986 года производит измерительное оборудование и фотокамеры для воздушной съёмки. В 2008 году была куплена компанией Trimble.

## Фотоаппараты Rollei

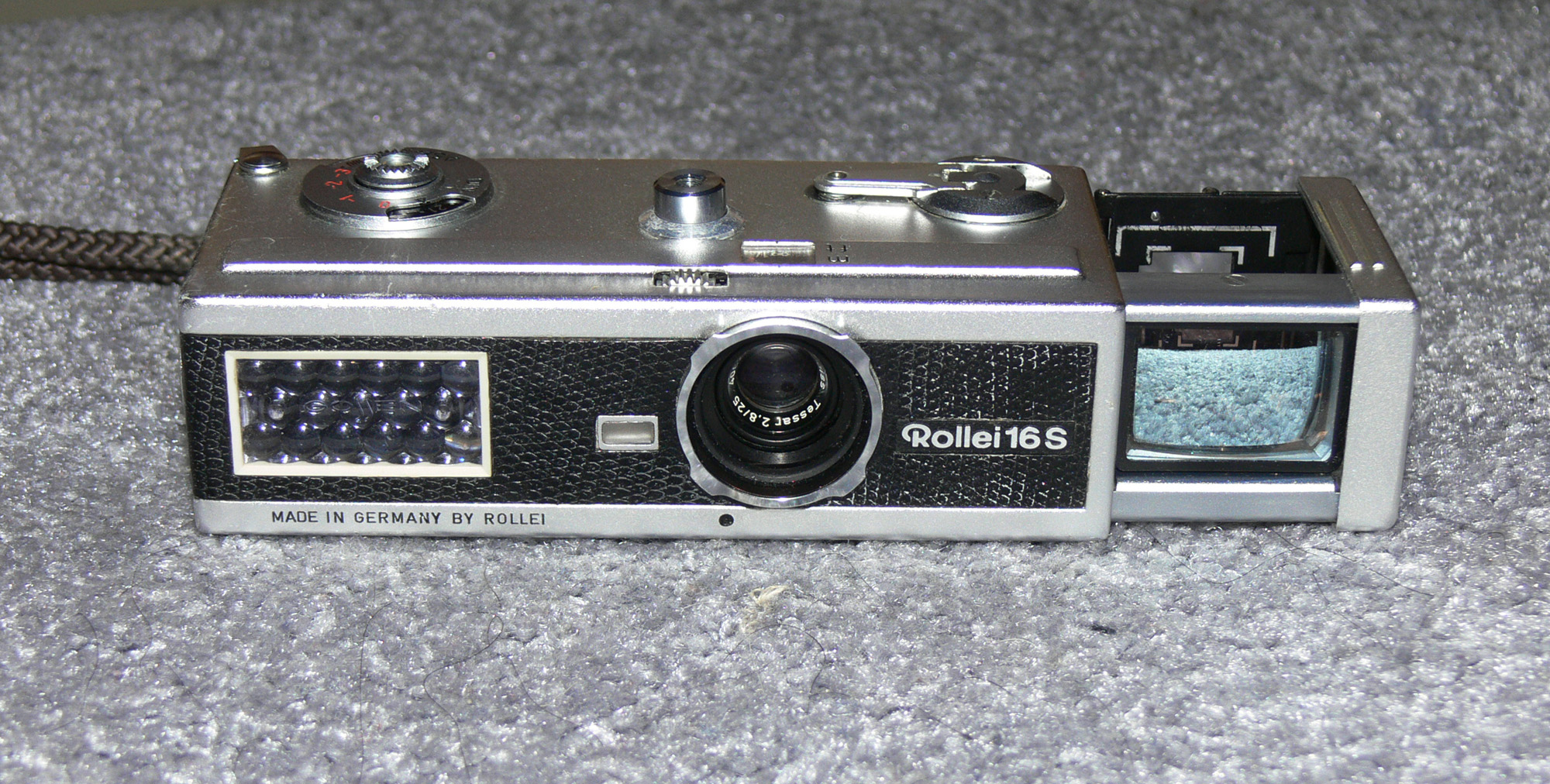
Миниатюрный фотоаппарат Rollei 16S (Pocket Instamatic, 16мм киноплёнка)

### Среднеформатные
- Rolleiflex 3.5F — двухобъективный с 75 мм объективом F3.5 Planar.
- Rolleiflex SL66 и SL66E SLR.
- Rolleicord Vb — A — двухобъективный фотоаппарат для любителей.
- Rolleiflex 2.8GX.

Современные
- Rollei 6008 integral — однообъективный.
- Rollei 4.0 FW TLR — двухобъективный фотоаппарат с 50 мм объективом F4 Super-Angulon.
- HY6 — выпускается совместно с Sinar.

### Формат 35 мм

Rolleimatic

- Rollei 35 — компактный шкальный фотоаппарат с 40 мм объективом F3.5 Carl Zeiss Tessar
- Rollei 35S — выпускался в Сингапуре с 40 мм f2.8 объективом Zeiss Sonnar
- Rolleimatic
- Rolleiflex SL2000 (или 3003) SLR
- Rolleiflex SL35 range — производился с 1970 года до конца 1980-х, с объективами Carl Zeiss, Schneider и Rolleinar (производился для Rollei компанией Mamiya).

Современные
- Rollei Prego Zoom (35-70mm, 1993)
- Rollei Prego 70
- Rollei Prego 90
- Rollei Prego 125
- Rollei Prego 140
- Rollei 35 RF — дальномерный фотоаппарат. Производится с 2002 года.

### Цифровые
- Rollei Mini Digi — стилизован под миниатюрный Rolleiflex TLR.
- Rollei Prego series — линейка 18 моделей фотоаппаратов. Производится с сентября 2007 года.
- Rollei Compactline 360 TS и Rollei Compactline 370 TS[6].
- Rollei Kids 100 — детская камера. Производится с 2010 года[7].

## Аксессуары для фотоаппаратов Rollei
- Rolleinar — макрообъективы Rolleinar 1, Rolleinar 2 и Rolleinar 3
- Rolleifix — площадка крепления фотоаппарата к штативу
- Rolleipol — светофильтры
- Rolleikin — позволяет использовать 35-мм плёнку
- Rollei panorama head — для изготовления панорамных фотографий
- Rollei Pistol Grip — ручка для фотоаппаратов
- Rolleimarin — для съёмки под водой